# Briken Calja
Briken Calja (* 19. Februar 1990 in Shtërmen, Kreis Elbasan) ist ein albanischer Gewichtheber.

## Sportlicher Werdegang
Calja belegte bei den Europameisterschaften 2008 den 13. Platz in der Klasse bis 69 kg. 2009 wurde er bei den Europameisterschaften Neunter und gewann bei den Mittelmeerspielen die Bronzemedaille. Bei den Weltmeisterschaften 2010 erreichte er den zwölften Platz. Außerdem wurde Calja im gleichen Jahr Junioren-Europameister. 2012 war er bei den Europameisterschaften Sechster. Danach nahm er an den Olympischen Spielen in London teil, bei denen er Neunter wurde. Bei den Europameisterschaften 2013 gewann er Bronze im Stoßen, hatte jedoch im Reißen keinen gültigen Versuch. Bei den Mittelmeerspielen 2013 war er Dritter. Allerdings wurde er bei der Dopingkontrolle positiv auf Androsteron getestet und für zwei Jahre gesperrt.
Nach seiner Sperre erreichte Calja bei den Weltmeisterschaften 2015 den achten Platz. Bei den Europameisterschaften 2018 in Bukarest gewann er Gold im Reißen und im Stoßen mit 146 kg respektive 175 kg. Bei den Olympischen Spielen 2020 im Sommer 2021 in Tokio verpasste er im Leichtgewicht knapp einen Medaillenplatz und wurde Vierter. Während der Eröffnungsfeier war er, gemeinsam mit der Leichtathletin Luiza Gega, der Fahnenträger seiner Nation. 2021 wurde Calja Dritter bei den Europameisterschaften in Moskau sowie Zweiter bei den Weltmeisterschaften in Taschkent, jeweils in der Klasse bis 73 kg Körpergewicht.